# Winchester (Massachusetts)
|  | Dieser Artikel wurde aufgrund von inhaltlichen Mängeln auf der Qualitätssicherungsseite des Projektes USA eingetragen. Hilf mit, die Qualität dieses Artikels auf ein akzeptables Niveau zu bringen, und beteilige dich an der Diskussion! Eine nähere Beschreibung der zu behebenden Mängel fehlt. |

Winchester ist eine Stadt in Middlesex County in Massachusetts, USA und liegt etwa acht Meilen nördlich von Boston. Das U.S. Census Bureau hat bei der Volkszählung 2020 eine Einwohnerzahl von 22.970 ermittelt.

## Geschichte
Das Land, auf dem Winchester heute liegt, wurde 1639 von den amerikanischen Ureinwohnern von Vertretern der Siedlung Charlestown gekauft. 1640 wurde das Gebiet erstmals von Europäern besiedelt. In den frühen Jahren der Siedlung wurde das Gebiet informell als Waterfield bekannt.
Der 1803 eröffnete Middlesex Canal und die Boston and Lowell Railroad trugen dazu bei, den Charakter des Dorfes zu verändern. Die kleinen Mühlen und die abgelegenen Farmen hatten jetzt schnellen und günstigen Zugang zum Bostoner Markt und darüber hinaus. Die 1835 eingeweihte Eisenbahn von Boston und Maine ermöglichte den Transport von Gütern und Passagieren und förderte das Wachstum eines Dorfzentrums und der Bevölkerung. 1850 wird die Stadt eingemeindet.
Die Stadtväter ehren den  wohlhabenden Geschäftsmann, Lt. Colonel William P. Winchester, der der neuen Stadt 3.000 Dollar spendet, die daraufhin seinen Namen trägt.  1851 wurde das Lyceum-Gebäude gebaut, um einen Saal zu enthalten, der groß genug für Stadtversammlungen war. 1859 übergab die Winchester Library Association der Stadt ihre Sammlung von etwa 1.100 Büchern, um den Kern einer öffentlichen Bibliothek zu bilden. Die erste Bank, die Winchester Savings Bank, wurde 1871 gegründet.
1968 tritt die Stadtverwaltung  mit dem ersten Kauf eines Computers für das Rathaus in das digitale Zeitalter ein.

## Geografie
Die Stadt hat eine Fläche von 6,3 km², fast die gesamte Fläche ist Land.

## Städtepartnerschaft
- Saint-Germain-en-Laye, Frankreich – seit 1990

## Persönlichkeiten
- Lars Ahlfors (1907–1996), Mathematiker und Träger der Fields-Medaille
- Patrick Aufiero (* 1980), Eishockeyspieler
- Joe Bellino (1938–2019), American-Football-Spieler
- Robert A. Brown (* 1951), Präsident der Boston University
- Stephen J. Burke, Schauspieler aus dem Film Green
- Allan McLeod Cormack (1924–1998), Träger des Nobelpreises für Physiologie oder Medizin 1979
- Edward Everett (1794–1865), Präsident der Harvard University und Gouverneur von Massachusetts
- Victor H. Fazio (1942–2022), Politiker und Vertreter von Kalifornien im US-Repräsentantenhaus
- Kali Flanagan (* 1995), Eishockeyspielerin
- Jim Herberich (* 1963), Bobsportler
- Arthur N. Holcombe (1884–1977), Historiker und Politikwissenschaftler
- Julius Edgar Lilienfeld (1882–1963), Physiker
- Yo-Yo Ma (* 1955), Cellist
- Stephanie McCaffrey (* 1993), Fußballspielerin
- Samuel W. McCall (1851–1923), zehnfacher Kongressabgeordneter und dreimaliger Gouverneur von Massachusetts
- Barry Newman (* 1938), Schauspieler
- Jay Pandolfo (* 1974), Eishockeyspieler und -trainer
- Mike Pandolfo (* 1979), Eishockeyspieler
- Louise Pearce (1885–1959), Pathologin, entwickelte ein Medikament gegen die Afrikanische Schlafkrankheit
- Herb Reed (1928–2012), Gründungsmitglied der Popgruppe The Platters
- Calvin W. Rice (1868–1934), Elektroingenieur und erster vollamtlicher Direktor der American Society of Mechanical Engineers
- Alicia Sacramone (* 1987), mehrfache Medaillengewinnerin bei Turnweltmeisterschaften und Gewinnerin der Silbermedaille bei den Olympischen Spielen 2010
- Richard R. Schrock (* 1945), Träger des Nobelpreises für Chemie 2005
- Claude Elwood Shannon (1916–2001), Ingenieur und Informationstheoretiker
- Conor Sheary (* 1992), Eishockeyspieler
- Harry Sinden (* 1932), ehemaliger Generalmanager und Trainer der Boston Bruins
- Whitney Smith (1940–2016), Gründer und Direktor des Flag Research Center
- Dan Spang (* 1983), Eishockeyspieler
- John W. Valley (* 1948), Geochemiker und Petrologe
- Maribel Vinson (1911–1961), Eiskunstläuferin
- John Volpe (1908–1994), dreimaliger Gouverneur von Massachusetts, Verkehrsminister und Botschafter in Italien
- John Watters (1903–1962), Leichtathlet, Mittelstreckenläufer
- Brian White (* 1976), Eishockeyspieler
- Katharine S. White (1892–1977), Autorin und Redakteurin
- Brad Whitford (* 1952), Musiker; Rhythmusgitarrist der Rockband Aerosmith
- Brian Wilson (* 1982), Baseballspieler